# فرودگاه دورتموند
فرودگاه دورتموند (به آلمانی: Flughafen Dortmund) یک فرودگاه همگانی با کد یاتا DTM است که یک باند فرود آسفالت دارد و طول باند آن ۲۰۰۰ متر است. این فرودگاه در شهر دورتموند کشور آلمان قرار دارد و در ارتفاع ۱۳۰ متری از سطح دریا واقع شده‌است.

## شرکت‌های هواپیمایی و مقصدهای پروازی
شرکت‌های هواپیمایی زیر پروازهای منظم و چارتری را از/به فرودگاه دورتموند ارائه می‌دهند:
| شرکت‌های هواپیمایی | مقصدهای پروازی |
| ----------------- | --- |
| کوندور فلوگدینست  | فصلی: فرودگاه پالما د مایورکا (آغاز از ۶ ژوئیه ۲۰۲۴) |
| یورووینگز         | فرودگاه مونیخ، فرودگاه پالما د مایورکا فصلی: فرودگاه آلیکانته-الچه، فرودگاه کاتانیا-فونتاناروسا، فرودگاه بین‌المللی هراکلین، فرودگاه بین‌المللی کاوالا، فرودگاه مالاگا، فرودگاه بین‌المللی رود، فرودگاه اسپلیت، فرودگاه بین‌المللی سالونیک |
| پگاسوس ایرلاینز   | فرودگاه بین‌المللی صبیحه گوکچن |
| رایان‌ایر          | فرودگاه بین‌المللی کاتوویتسه، فرودگاه استانستد لندن، فرودگاه پالما د مایورکا، فرودگاه فرنسیسکو جسا کارنئیرو، فرودگاه بین‌المللی سالونیک فصلی: فرودگاه بین‌المللی ژان پل دوم کراکوف-بالیس، فرودگاه مالاگا |
| سان اکسپرس        | فرودگاه عدنان مندرس فصلی: فرودگاه آنتالیا، فرودگاه زونگولداغ |
| ترید ایر          | چارتر فصلی: فرودگاه بین‌المللی پریشتینا |
| ویز ایر           | فرودگاه بین‌المللی بانیا لوکا، فرودگاه بلگراد نیکولا تسلا، فرودگاه بین‌المللی براشوف-گیمبه، فرودگاه بین‌المللی هنری کواندا، فرودگاه بین‌المللی بوداپست فرنتس لیست، فرودگاه بین‌المللی کلوژ-نپوکا، فرودگاه گدانسک لخ والسا، فرودگاه بین‌المللی یاش، فرودگاه بین‌المللی کاتوویتسه، فرودگاه بین‌المللی کوتائیسی، فرودگاه اورکید سنت. پل دا اپوستل، فرودگاه بین‌المللی ستیزتنو ستیزمان (پایان در ۲۸ مارس ۲۰۲۴), فرودگاه پودگوریتسا، فرودگاه بین‌المللی پریشتینا، فرودگاه لئوناردو دا وینچی-فیومیچینو، فرودگاه بین‌المللی سیبیو، فرودگاه اسکندر کبیر اسکوپیه، فرودگاه صوفیه، فرودگاه سوچاوا، فرودگاه بین‌المللی ترگو مورش (پایان در ۲۸ مارس ۲۰۲۴), فرودگاه بین‌المللی ترایان وویا، فرودگاه بین‌المللی مادر ترزای تیرانا، فرودگاه بین‌المللی توزلا، فرودگاه وارنا، فرودگاه بین‌المللی ویلنیوس، فرودگاه وروتسواف کوپرنیکوس (پایان در ۲۷ مارس ۲۰۲۴), فرودگاه بین‌المللی زوارتنوتس |